# Франко Васкес
Франко Васкес (італ. Franco Vázquez, нар. 22 лютого 1989, Танті) — італійський футболіст аргентинського походження, півзахисник «Кремонезе». Грав за національну збірну Італії і національну збірну Аргентини.

## Клубна кар'єра
Народився 22 лютого 1989 року в місті Танті в родині аргентинця та італійки, уродженки міста Падуя. Вихованець юнацьких команд футбольних клубів «Барріо Парк» та «Бельграно».
У дорослому футболі дебютував 2007 року виступами за команду клубу «Бельграно», в якій провів чотири роки, взявши участь у 98 матчах чемпіонату.
29 грудня 2011 року Васкес приєднався до італійського «Палермо». Дебютував у новій команді 8 січня в матчі проти «Наполі», і провів до кінця сезону 14 матчів (в основному з виходів на заміну).
24 серпня 2012 року перейшов на правах оренди в іспанський «Райо Вальєкано». В новій команді Франко також здебільшого виходив на заміни і не зміг закріпитись в першій команді клубу, через що в кінці сезону повернувся в «Палермо».
Після повернення поступово став основним гравцем команди і допоміг їй у сезоні 2013/14 виграти Серію Б і вийти в еліту. Загалом за три сезони відіграв за клуб зі столиці Сицилії понад 100 матчів в національному чемпіонаті.
2016 року повернувся до Іспанії, приєднавшись до лав «Севільї». У цій команді був стабільним гравцем основного складу протягом чотирьох сезонів, а у своєму останньому у її складі сезоні 2020/21 перебував у ротації. Загалом за п'ять років взяв участ у майже 200 іграх «Севільї» в різних турнірах.
Протягом 2021–2023 років знову грав в Італії, де захищав кольори друголігової «Парми». Влітку 2023 року став гравцем «Кремонезе», ще одного представника Серії B.

## Виступи за збірну
Васкес мав крім аргентинського ще й італійське громадянство, що викликало інтерес збірної Італії, оскільки Франко ніколи не грав на міжнародному рівні за аргентинські збірні. Проте сам гравець не був впевнений в тому, чи варто прийняти можливий майбутній виклик. Пізніше, в січні 2015 року, Васкес заявив, що він, ймовірно, прийме виклик головного тренера збірної Італії Антоніо Конте через високу конкуренцію за місце в збірній Аргентині.
21 березня 2015 року Васкес отримав свій перший виклик італійську збірну на матчі кваліфікаційного раунду до Євро-2016 проти Болгарії і товариської гри проти збірної Англії. Тренер італійців Антоніо Конте був підданий критиці за виклик аргентинського гравця, разом з яким був викликаний ще й уродженець Бразилії Едер. Виступаючи на засіданні Серії A 23 березня 2015 тренер Роберто Манчіні сказав:
«Збірна Італії повинна бути італійською. Італійський гравець заслуговує того, щоб грати за національну збірну. А хтось, хто не народився в Італії, навіть якщо у них тут є родичі, я не думаю, що заслуговують на це».
У відповідь Конте заявив:
«якщо Мауро Каморанезі [який народився в Аргентині] дозволили виступати, щоб допомогти Італії виграти Кубок світу 2006 року, то чому не можуть Едер і Франко Васкес привести збірну Італії до слави в наступному чемпіонаті Європи?».
Крім того, він додав, що на останньому чемпіонаті світу, що пройшов 2014 року, 83 з 700 гравців були народжені в іншій країні.
31 березня 2015 року Франко дебютував в офіційних матчах у складі національної збірної Італії в товариській грі проти збірної Англії (1:1), замінивши на 61 хвилині саме Едера. Загалом провів у формі головної команди Італії 2 матчі.
Згодом восени 2018 року все ж дебютував і в іграх національної збірної Аргентини. Відіграв три матчі у складі цієї команди.
| Дата       | Місто        | Господарі | Результат | Гості     | Турнір           | Голи | Примітки  |
| ---------- | ------------ | --------- | --------- | --------- | ---------------- | ---- | --------- |
| 7-9-2018   | Лос-Анджелес | Аргентина | 3 – 0     | Гватемала | товариський матч | -    | 56' - 63' |
| 11-10-2018 | Ер-Ріяд      | Ірак      | 0 – 4     | Аргентина | товариський матч | -    | 46'       |
| 16-11-2018 | Кордова      | Аргентина | 2 – 0     | Мексика   | товариський матч | -    | 72'       |
| Усього     |              | Матчів    | 3         |           | Голів            | 0    |           |

## Досягнення
«Севілья»
- Володар Ліги Європи УЄФА: 2019-20[15]